# Kauai Plantation Railway
| Kauai Plantation Railway               | Kauai Plantation Railway  |
| -------------------------------------- | ------------------------- |
| Diesellok der Kauai Plantation Railway |                           |
| Streckenverlauf                        |                           |
| Streckenlänge:                         | Knapp 4 km                |
| Spurweite:                             | 914 mm (engl. 3-Fuß-Spur) |
|                                        |                           |

Die Kauai Plantation Railway ist eine 4 km lange Schmalspurbahn auf der Insel Kauaʻi von Hawaii mit einer Spurweite von drei Fuß (914 mm).

## Geschichte
Die Kauai Plantation Railway wurde im Januar 2007 als erste seit 100 Jahren auf Hawaii gebaute Eisenbahn eröffnet. Sie verläuft auf einem achtförmigen Rundkurs auf der Kilohana-Plantage von Gaylord Parke Wilcox (1881–1970), dem Manager der Grove Farm Plantation. Seine Schwester Mabel Wilcox, die Erbin des Wilcox-Besitzes, hat das Grove Farm Museum auf ihrem in der Nähe gelegenen Landsitz eingerichtet.

## Bahnstrecke
Der Streckenverlauf wurde von Boone Morrison, einem auf historische Restaurierungen spezialisierten Architekten, entworfen. Der Zug passiert Felder, die an Bauern verpachtet werden, um dort Taro, Ananas, Papaya, Rambutan, Tabak und Kaffee sowie Hartholzbäume anzubauen. Die Schienen waren früher bei der Soo Line Railroad in North Dakota verbaut. Die 31.680 Schwellennägel wurden von Hand mit einem 5 kg schweren Vorschlaghammer eingeschlagen. Die bis dahin auf Kauai verlegten Schmalspurbahnen hatten eine kleinere Spurweite von 2 Fuß (610 mm) oder 2 Fuß 6 Zoll (762 mm).

## Schienenfahrzeuge

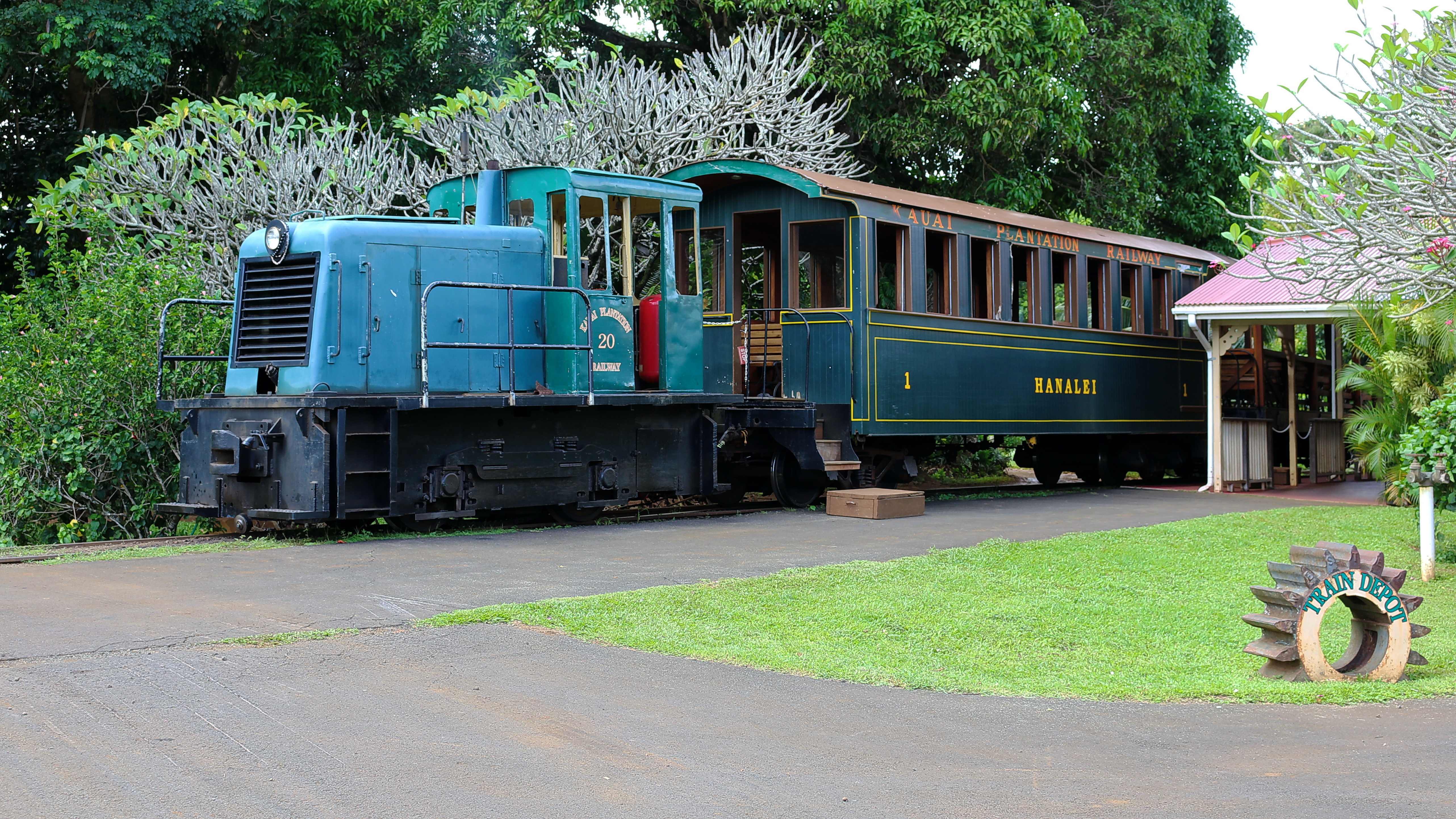
Kauai Plantation Railway

Es gibt sechs jeweils 11 m lange Personenwagen auf historischen Fahrgestellen von 1941 von der US Navy in Pearl Harbor gebauten Flachwagen, die in der Nachkriegszeit erst bei der Oahu Railway and Land Company in Hawaii und später bei der White Pass and Yukon Railway in Alaska eingesetzt wurden. Bisher werden sie von zwei Dieselloks gezogen, während zwei Baldwin 0-6-2 Dampflokomotiven, die früher von der Honolulu Plantation Corporation auf der Insel Oahu und später auf den Philippinen eingesetzt wurden, zeitaufwendig generalüberholt werden. Es gibt eine zweiachsige diesel-elektrische General Electric Lokomotive von 1948 und als Backup eine diesel-mechanische Whitcomb Lokomotive.